# Кентли, Сюмейе
Сюмейе Кентли (тур. Sümeyye Kentli; род. 16 ноября 1995) — турецкая тяжелоатлетка, выступающая в категории до 55 кг.

## Биография
Сюмейе Кентли родилась 11 ноября 1995 года.

## Карьера
На молодёжном чемпионате мира 2011 года заняла второе место в весовой категории до 69 килограммов с результатом 184 кг (80 + 104). На европейском молодёжном первенстве завоевала золото, подняв 87 и 111 килограммов в рывке и толчке, соответственно.
На чемпионате мира среди юниоров 2012 года Сюмейе заняла десятое место, подняв в сумме 194 килограмма. На молодёжном первенстве Европы улучшила результат до 204 килограммов, но завоевала серебро. На молодёжном чемпионате мира стала четвёртой, а на юниорском чемпионате Европы стала бронзовым призёром с лучшим результатом в карьере 212 кг (93 + 119).
На юниорском чемпионате мира 2013 года стала пятой в категории до 75 килограммов, Кентли подняла 209 кг. В том же году участвовала на Играх Средиземноморья, где стала четвёртой с результатом 214 килограммов (94 + 120) в весовой категории до 69 кг. На юниорском чемпионате Европы стала бронзовым призёром, подняв 86 и 114 кг в двух упражнениях. В том же году участвовала на взрослом чемпионате мира, где заняла двадцатое место. Она сумела поднять 202 килограмма (89 + 113).
На юниорском чемпионате Европы 2014 года участвовала в весовой категории до 63 килограммов и заняла пятое место, подняв в двух упражнениях суммарно 186 килограммов. Далее она продолжила выступать в этом весе, став в следующем году восьмой на юниорском чемпионате мира и пятой на юниорском чемпионате Европы.
В 2017 году она перешла в весовую категорию до 58 килограммов, на взрослом чемпионате Европы заняв седьмое место. Её результат составил 202 килограмма: 86 в рывке и 116 в толчке. В том же году она завоевала золото на Играх исламской солидарности с результатом 207 килограммов.
На чемпионате мира 2018 года Кентли выступила в новой весовой категории до 55 килограммов. Она подняла 79 килограммов в рывке, но осталась без зачётных попыток в упражнении «толчок».
Спустя год она вновь участвовала на чемпионате мира в Паттайе, заняв итоговое 25-е место с результатом 180 кг (80 + 100).
На чемпионате Европы 2021 года в Москве турецкая тяжелоатлетка завоевала малую бронзовую медаль в упражнении «толчок» с результатом 110 килограммов.